# Manuel González Montesinos
Manuel González Montesinos (Ciudad de México, 21 de marzo de 1897 – Ciudad de México, 5 de octubre de 1965) fue un destacado lingüista, filólogo y catedrático mexicano del siglo XX. Miembro de número de la Academia Mexicana de la Lengua (AML) desde 1955, dedicó más de cuatro décadas a la docencia universitaria y a la divulgación del buen uso del idioma español, actividad que a menudo firmaba con el seudónimo de «El Dómine». Su labor como gramático prescriptivo y su lucha contra los barbarismos y galicismos en el español mexicano lo convirtieron en una figura influyente en el ámbito filológico nacional.

## Biografía

### Origen familiar y primeros años
Manuel González Montesinos nació en el seno de una familia con notable tradición en la vida pública mexicana. Era nieto del general Manuel González Flores, quien ocupó la presidencia de México entre 1880 y 1884 durante el Porfiriato. Esta herencia familiar le proporcionó un entorno cultivado que influyó decisivamente en su formación intelectual.

### Formación en Europa y experiencia militar
Cursó sus estudios de bachillerato en Francia, donde se especializó en el estudio del griego y el latín, lenguas clásicas que posteriormente fundamentarían su aproximación etimológica al español. Al estallar la Primera Guerra Mundial en 1914, cuando contaba apenas 17 años, tomó la decisión de alistarse voluntariamente en la Legión Extranjera Francesa, experiencia que marcó profundamente su carácter y su visión disciplinada de la vida.
Esta experiencia bélica europea no solo le proporcionó una perspectiva internacional, sino que también reforzó su amor por la lengua española como elemento identitario, contrastándola con las lenguas que conoció durante su estancia en el continente europeo.

## Trayectoria académica

### Inicios en la docencia
De regreso a México tras la guerra, González Montesinos se licenció en Letras e inició una prolongada y fructífera carrera docente que se extendería por más de cuatro décadas. Su formación clásica europea y su experiencia internacional le otorgaron una perspectiva única en el panorama académico mexicano de la época.

### Universidad Nacional Autónoma de México
En la Facultad de Filosofía y Letras de la Universidad Nacional Autónoma de México (UNAM) impartió las cátedras de «Literatura comparada» y «Etimología grecolatina», materias en las que volcó su profundo conocimiento de las lenguas clásicas y su capacidad para establecer conexiones entre diferentes tradiciones literarias.
Su contribución más significativa a la UNAM fue su participación como profesor-fundador de la maestría en Letras, programa de posgrado que ayudó a establecer los cimientos de los estudios literarios avanzados en México. En este rol, González Montesinos formó a una generación de especialistas que continuarían su trabajo de investigación y docencia.

### Otras instituciones educativas
Además de su labor en la UNAM, González Montesinos extendió su influencia pedagógica a otras instituciones importantes:
- En la Escuela Nacional Preparatoria, donde contribuyó a la formación básica de futuros universitarios
- En la Escuela Militarizada México, donde aplicó su experiencia militar previa
- En la Escuela Secundaria de Niñas, donde dictó sus "Apuntes de gramática general" alrededor de 1930

### Reconocimiento internacional
Su prestigio como gramático y especialista en lengua española trascendió las fronteras nacionales. Las universidades de Oxford y Cambridge lo invitaron a pronunciar conferencias especializadas, reconocimiento excepcional para un académico latinoamericano de la época.

## Actividad periodística y divulgación

### La columna "Palmetazos"
González Montesinos dirigió durante años la célebre columna «Palmetazos» en el periódico Novedades, una de las publicaciones más influyentes de México. Desde esta tribuna, ejerció una labor de vigilancia lingüística constante, señalando barbarismos, galicismos y otros vicios del lenguaje que detectaba en la prensa diaria.
El nombre "Palmetazos" evocaba la disciplina escolar tradicional, reflejando el carácter pedagógico pero firme de sus correcciones. Esta columna se convirtió en lectura obligada para periodistas, escritores y público culto en general, estableciendo un estándar de corrección lingüística en los medios mexicanos.

### El seudónimo "El Dómine"
El uso del seudónimo «El Dómine» para firmar muchos de sus trabajos de divulgación no era casual. El término, que originalmente designaba a los maestros de latín y gramática, reflejaba tanto su formación clásica como su vocación pedagógica. Bajo este nombre, González Montesinos desarrolló una personalidad pública reconocible, caracterizada por la erudición accesible y el rigor académico aplicado a la vida cotidiana.

## Academia Mexicana de la Lengua

### Elección y toma de posesión
El 11 de noviembre de 1955, González Montesinos fue elegido miembro de número de la Academia Mexicana de la Lengua, reconocimiento máximo a su trayectoria como lingüista y filólogo. Tomó posesión de la silla XVIII el 29 de marzo de 1957, pronunciando su discurso de ingreso titulado «El uso y el abuso del idioma».

### Filosofía lingüística
En su discurso de ingreso y en sus intervenciones posteriores en la Academia, González Montesinos defendió una posición equilibrada respecto a los préstamos lingüísticos. Insistía en la necesidad de revisar críticamente los préstamos del francés (galicismos) que habían penetrado masivamente en el español mexicano, pero advertía contra «caer en purismos estériles» que empobrecieran el idioma.
Esta filosofía pragmática lo situaba en una posición intermedia entre los puristas extremos y los partidarios de la adopción indiscriminada de extranjerismos, posición que reflejaba su formación internacional y su conocimiento profundo de la evolución histórica de las lenguas.

### Labor académica hasta su muerte
González Montesinos permaneció activo en la Academia hasta su fallecimiento el 5 de octubre de 1965, participando regularmente en las sesiones y contribuyendo a las discusiones sobre la evolución del español mexicano. Su muerte significó la pérdida de una de las voces más autorizadas en materia de corrección idiomática en México.

## Obra literaria y académica

### Obras principales
- «Apuntes de gramática general» (manuscrito dictado en la Escuela Secundaria de Niñas, ca. 1930): Obra didáctica que sistematizaba sus enseñanzas gramaticales para estudiantes de nivel medio.[6]

- «Barbarismos, galicismos y solecismos» (1942): Compilación de artículos periodísticos que constituye su obra más conocida y consultada. En ella sistematizó décadas de observación sobre los errores más frecuentes en el español mexicano de su época.[7]

- «El uso y el abuso del idioma» (1957): Su discurso de ingreso en la Academia Mexicana de la Lengua, donde expuso de manera sistemática su filosofía lingüística y sus propuestas para el perfeccionamiento del español mexicano.[8]

### Trabajos en paremiología
Aunque menos conocidos, González Montesinos realizó importantes recopilaciones de paremiología (estudio de refranes y proverbios) que utilizaba en sus clases para ilustrar la riqueza del español popular mexicano. Estos trabajos, aunque no llegaron a publicarse de forma sistemática, influyeron en la metodología de enseñanza de varios de sus discípulos.

### Contribuciones a la lexicografía
Sus observaciones sobre el léxico mexicano, dispersas en artículos y conferencias, constituyeron aportes valiosos para el conocimiento del español de México, especialmente en lo referente a la identificación y clasificación de neologismos y extranjerismos.

## Método pedagógico y estilo

### Características de su enseñanza
González Montesinos desarrolló un método pedagógico distintivo que combinaba el rigor académico con la accesibilidad divulgativa. Sus contemporáneos lo describían como «puntilloso, pero no pendenciero», caracterización que reflejaba su capacidad para mantener altos estándares sin caer en la pedantería o la agresividad académica.

### Enfoque etimológico
Su formación clásica se reflejaba en un enfoque profundamente etimológico de la enseñanza del español. González Montesinos consideraba fundamental que los estudiantes comprendieran las raíces grecolatinas del vocabulario español, no como mera erudición, sino como herramienta práctica para el uso correcto y la comprensión profunda del idioma.

### Equilibrio entre prescripción y descripción
Aunque era fundamentalmente un gramático prescriptivo, González Montesinos mostraba sensibilidad hacia la evolución natural de la lengua. Su objetivo no era detener el cambio lingüístico, sino orientarlo hacia formas que mantuvieran la claridad expresiva y la conexión con la tradición cultural hispánica.

## Influencia y legado

### En la educación mexicana
La influencia de González Montesinos en la enseñanza media mexicana perduró décadas después de su muerte. Sus métodos pedagógicos y sus criterios de corrección idiomática fueron adoptados por generaciones de profesores de español, estableciendo estándares que influyeron en la formación de miles de estudiantes.

### En el periodismo y los medios
Su labor en "Palmetazos" estableció una tradición de crítica lingüística en la prensa mexicana que continuaron otros columnistas. La idea de que los medios de comunicación tienen una responsabilidad especial en el cuidado del idioma, defendida constantemente por González Montesinos, se convirtió en un principio ampliamente aceptado en el periodismo mexicano.

### En la conciencia filológica nacional
Quizás su contribución más duradera fue el desarrollo de lo que él llamaba "conciencia filológica" entre los hablantes educados de México. Su trabajo contribuyó a crear una cultura de reflexión sobre el uso del idioma que trascendía los círculos académicos especializados.

### Discípulos y continuadores
Aunque no fundó una "escuela" en sentido estricto, González Montesinos formó a numerosos estudiosos que continuaron su labor. Su influencia se puede rastrear en varias generaciones de lingüistas, filólogos y profesores mexicanos que adoptaron sus métodos y criterios.

## Reconocimientos y honores
Durante su vida, González Montesinos recibió diversos reconocimientos por su labor académica y cultural:
- Invitaciones para dictar conferencias en universidades europeas prestigiosas
- Membresía en la Academia Mexicana de la Lengua
- Reconocimiento como una de las autoridades máximas en corrección idiomática en México
- Influencia reconocida en la formación de políticas educativas relacionadas con la enseñanza del español

## Contexto histórico

### El español mexicano en elsigloXX
La labor de González Montesinos debe entenderse en el contexto de los intensos cambios que experimentó el español mexicano durante el siglo XX. La influencia del francés, particularmente fuerte durante el Porfiriato, comenzaba a ceder paso a la del inglés, especialmente tras la Revolución Mexicana y el creciente acercamiento con Estados Unidos.

### Modernización y conservación lingüística
En este período de transformación social y cultural, González Montesinos representaba una corriente que buscaba equilibrar la modernización necesaria del país con la conservación de los valores lingüísticos y culturales tradicionales. Su trabajo se inscribe en el amplio movimiento intelectual posrevolucionario que buscaba definir la identidad cultural mexicana.

## Críticas y controversias

### Acusaciones de purismo
Algunos contemporáneos y críticos posteriores consideraron excesivamente conservador el enfoque de González Montesinos, acusándolo de un purismo que no correspondía a la realidad evolutiva de la lengua. Sin embargo, sus propios escritos muestran una posición más matizada, consciente de la necesidad de cambio controlado.

### Debate sobre prescripción vs. descripción
Su trabajo se desarrolló en una época en que la lingüística comenzaba a evolucionar hacia enfoques más descriptivos, lo que generó debates sobre la validez de su aproximación normativa. No obstante, su influencia práctica en la educación demostró la utilidad social de su enfoque.

## Muerte y sucesión
Manuel González Montesinos falleció el 5 de octubre de 1965 en la Ciudad de México, en ejercicio pleno de sus funciones académicas. Su muerte representó el fin de una era en los estudios filológicos mexicanos, marcando la transición hacia nuevos enfoques teóricos en la lingüística nacional.